# Conflictos de nacionalidad
Los conflictos de nacionalidad son uno de los objetivos de resolución del Derecho internacional privado, la nacionalidad en sí es objeto de estudio del Derecho constitucional.
Estos conflictos de nacionalidad se encuentran resueltos en el Código de Derecho Internacional Privado, conocido como Código de Bustamante por su autor, el jurista cubano Antonio Sánchez de Bustamante. Para los países que no lo han suscrito tiene el valor de Principio de Derecho Internacional.

## Resolución de los conflictos de nacionalidad
El Código de Bustamante distingue:
- Si la nacionalidad del estado juzgador es una de las nacionalidades en conflicto: El juez debe aplicar la lex fori (su ley).
- Si la nacionalidad del estado juzgador no es una de las nacionalidades en conflicto: Hay que distinguir entre persona natural y persona jurídica:
  - Persona natural: Nuevamente hay que distinguir según la naturaleza del conflicto de nacionalidad:
    - Nacionalidad Perdida: El juez debe aplicar la ley del Estado de la nacionalidad que se presume perdida.
    - Nacionalidad Recuperada: El juez debe aplicar la ley del Estado de la nacionalidad que se presume recuperada.
    - Nacionalidad Adquirida: El juez debe aplicar la ley del Estado de la nacionalidad que se presume adquirida.
    - Nacionalidad de Origen: Hay que distinguir:
      - Si la persona está domiciliada en un Estado cuya nacionalidad está en controversia: Se aplican las normas de nacionalidad del domicilio de la persona.
      - Si la persona está domiciliada en un Estado cuya nacionalidad no está en controversia: Se deben aplicar los principios en que se fundan las normas de nacionalidad del Estado juzgador.

  - Persona jurídica: Hay que distinguir si se trata de personas jurídicas de derecho privado con o sin fines de lucro.
    - Sin fines de lucro: hay que subdistinguir:
      - Corporaciones y Fundaciones: Tienen la nacionalidad del Estado que las autoriza o crea.
      - Asociaciones: Tienen la nacionalidad del Estado que las autoriza.

    - Con fines de lucro: (Sociedades) Tienen la nacionalidad establecida en la escritura de constitución, en subsidio, en el lugar donde funciona su gerencia general o casa matriz.

- Datos: Q5782981